# Носи (Польща)
Носи (пол. Nosy) — село в Польщі, у гміні Тарчин Пясечинського повіту Мазовецького воєводства.
Населення — 81 особа (2011).
У 1975-1998 роках село належало до Варшавського воєводства.

## Демографія
Демографічна структура станом на 31 березня 2011 року:
|          | Загалом | Допрацездатний вік | Працездатний вік | Постпрацездатний вік |
| -------- | ------- | ------------------ | ---------------- | -------------------- |
| Чоловіки | 41      | 11                 | 25               | 5                    |
| Жінки    | 40      | 5                  | 26               | 9                    |
| Разом    | 81      | 16                 | 51               | 14                   |